# Claude-Guy Onfray
Pour les articles homonymes, voir Onfray.
Claude-Guy Onfray, né le 13 juin 1951 à Suresnes, dans les Hauts-de-Seine, est un poète et un écrivain breton d'expression française, membre de l'Association des écrivains bretons.

## Biographie sommaire
Claude-Guy Onfray s'adonne très tôt à l'écriture, parallèlement à une carrière accomplie au ministère des Finances. Il est titulaire d'une licence en sciences économiques obtenue en 1974, à l'université de Paris-I Panthéon-Sorbonne et est licencié en histoire (université de Rennes 2). Conservateur des hypothèques, Claude-Guy Onfray a cessé ses fonctions en 2012.
Poète, il fonde avec Michel-Georges Micberth la revue Poésie clandestine (1978-1979). En 1992, il publie une recherche afférente à l'église réformée de La Moussaye en Plénée-Jugon au dix-septième siècle, montrant une pénétration méconnue du protestantisme en Bretagne, région considérée jusqu'à ces travaux comme réfractaire à la Réforme. Il  consacre en 1995 un essai biographique au peintre australien John Peter Russell et contribue à faire connaître l'œuvre de celui-ci avec l'Association John et Marianna Russell, qu'il crée en 1988. Grâce à cette action, le Musée de Morlaix obtient le dépôt d'une collection de toiles de cet artiste couronné par une exposition en 1997.
Claude-Guy Onfray aborde le roman en 2001, puis la nouvelle et les textes courts tout en publiant d'autres recueils de poèmes. (cf. infra, publications) qui lui valent la reconnaissance des cercles culturels bretons.
Après avoir habité Paris, il vit en Bretagne depuis de nombreuses années. Il est à l'origine, depuis 2001, d'un cycle de représentations allant de la musique classique ou traditionnelle à la poésie ou au théâtre à la chapelle Saint-Eutrope, située à Saint-Brandan dans les Côtes d'Armor.
Claude-Guy Onfray est membre de l'Association des écrivains bretons.

## Publications
- Soleil en poupe et vent en poupe, poèmes, Grassin, Carnac, 1974.
- Ersatz d'éternité, poèmes, Res Universis, Paris, 1985.
- Livre des baptêmes, mariages et sépultures de l'Église réformée assemblée à la Moussaye en Plénée-Jugon depuis l'an 1619 jusques en l'an 1683, Res Universis, Paris, 1992  (ISBN 2-87760-802-6)
- Omiécourt inconnu, Res Universis, Paris, 1992.  (ISBN 2-87760-967-7)
- Russell ou la lumière en héritage, essai biographique, Office d'édition Le Livre d'histoire, Paris, 1995  (ISBN 2-84178-019-8)
- John Peter Russell un impressionniste australien, (collectif Lesage, Jourdan, Onfray, Spurling), éditions du musée des Jacobins, Morlaix, 1997  (ISBN 2-906218-24-3)
- L'Arbre des temps, roman (sous le pseudonyme Leod Owealz), préface de Yann Brékilien, Le Livre d'histoire-Lorisse, Paris, 2001  (ISBN 2-84373-042-2)
- De visage à visage, Eus dremm da zremm, poèmes (adapt. en breton : Garmenig Ihuellou), Airs du Jour Mine de Rien, Saint-Brandan, 1999, 2009  (ISBN 978-2-9513512-2-6)
- Relations d'entre deux siècles, textes courts et nouvelles, Airs du Jour Mine de Rien, Saint-Brandan, 2008  (ISBN 978-2-9513512-1-9)
- Mouvance Passer Fleurs, poèmes, illustrés par Anne Salaün, Airs du Jour Mine de Rien, Saint-Brandan, 2013  (ISBN 978-2-9513512-3-3)
- Impressionnisme et postimpressionnisme, collectif Cyrielle Durox, Béatrice Riou, Claude-Guy Onfray, éditions du musée de Morlaix, Morlaix, 2014  (ISBN 978-2-906218-51-2)
- Les rues de Quintin, leur nom, leur histoire, collectif Vincent Bechec, Mickaêl Gendry, Claude-Guy Onfray, éditions Stéphane Batigne, coll. « Rues de Bretagne », Questembert, 2021  (ISBN 979-10-90887-87-9)
- Le manoir de Saint-Eutrope,un regard vers le XVe siècle, préface de Gauthier Aubert, éditions Le Livre d'histoire-Lorisse, Paris, 2021  (ISBN 978-2-7586-1085-4)
- Châteaux et manoirs hantés en Bretagne, éditions Stéphane Batigne, Questembert, 2023  (ISBN 979-10-90887-99-2)

## Responsabilités associatives
- Président de l'association John et Marianna Russell
- Vice-président de l'Institut culturel de Bretagne de 2009 à 2013.

## Pour approfondir

### Enregistrements video
- Marianna Russell d'après Claude-Guy Onfray Marianna Russell d'après Claude-Guy Onfray. Extraits d'un téléfilm réalisé pour NHK en juin 2016 (Galilée Production).